# Rose Hobart
Rose Hobart (1 de mayo de 1906 – 29 de agosto de 2000) fue una actriz teatral, cinematográfica y televisiva estadounidense, en su momento miembro activo del Sindicato de Actores de Cine.

## Biografía

### Inicios
Nacida en la ciudad de Nueva York, su verdadero nombre era Rose Kefer. Su padre, Paul Kefer, era violoncelista de la Sociedad de la Orquesta Sinfónica de Nueva York, y su madre, Marguerite, era cantante de ópera. Rose tenía una hermana, Polly. Hobart tenía 15 años cuando formó parte del reparto de la obra de teatro de Ferenc Molnár Liliom, estrenada en Atlantic City (Nueva Jersey). 

### Carrera
El debut teatral de Hobart en el circuito de Broadway llegó el 17 de septiembre de 1923, en el Knickerbocker Theater, interpretando a una joven en la pieza "Lullaby." En 1925 fue Charmian en César y Cleopatra. La actriz fue miembro original del Civic Repertory Theatre de Eva Le Gallienne. En 1928 debutó en Londres, interpretando a Nona Rolf en The Comic Artist. A lo largo de su carrera teatral, tuvo ocasión de ir de gira con Noël Coward con la obra The Vortex, y actuó junto a Helen Hayes en What Every Woman Knows.
Su actuación como Grazia en Death Takes a Holiday le valió ser contratada para actuar en Hollywood. Hobart actuó en más de 40 películas a lo largo de un período de veinte años. Su primer papel en el cine fue el de Julie en Liliom, cinta rodada por Fox Film Corporation en 1930, protagonizada por Charles Farrell bajo la dirección de Frank Borzage. Contratada por Universal, Hobart trabajó en A Lady Surrenders (1930), East of Borneo (1931), y Scandal for Sale (1932). Cedida a otros estudios, actuó también en Chances (1931) y Compromised (1931). Ese mismo año actuó junto a Fredric March y Miriam Hopkins en el film de Rouben Mamoulian El hombre y el monstruo (1931), donde interpreta a Muriel, la novia de Jekyll. 
En 1936, el artista surrealista Joseph Cornell, que había comprado una copia de East of Borneo para verla en su casa, se enamoró de la actriz, cortando casi todas las escenas en las cuales ella no aparecía. Proyectó el film a velocidad de cine mudo pasando las escenas por un filtro de lentes azules, y llamó a su trabajo Rose Hobart. 
Rose Hobart interpretó a menudo a "otras mujeres" en diferentes películas en los años 1940, haciendo su último gran papel en Bride of Vengeance (1949).

### Política
Hobart creía haber llamado la atención de los activistas anticomunistas a causa de su dedicación a la mejora de las condiciones laborales de los actores de Hollywood.
Hobart había formado parte de la directiva del Sindicato de Actores de Cine, y fue miembro activo del Actors' Laboratory Theatre, un grupo al cual los anticomunistas como el senador Joseph McCarthy consideraban subversivo. En 1948, Hobart fue citada para declarar ante el Comité Jack Tenney de Actividades Antiamericanas. Aunque Hobart was no era miembro del Partido Comunista, se negó a cooperar, haciendo en vez de ello una declaración contraria al comité. En 1950, Hobart se encontraba en la lista negra de la publicación anticomunista Red Channels. Hobart nunca volvió a trabajar en el cine, aunque sí actuó en el teatro, y  posteriormente, cuando se relajó la lista negra en los años 1960, hizo algunos papeles en televisión, entre ellos una actuación en la serie Peyton Place.

### Vida personal
Hobart se casó tres veces. Tuvo un hijo, Judson Bosworth, fruto de su tercer matrimonio con el arquitecto Barton H. Bosworth.
En 1994 publicó su autobiografía, A Steady Digression to a Fixed Point. Rose Hobart falleció en el año 2000 en el Motion Picture and Television Country House and Hospital de Woodland Hills (Los Ángeles), California, a los 94 años de edad, por causas naturales. Sus restos fueron incinerados y las cenizas entregadas a los allegados.

## Filmografía

### Cine
- 1930 : Liliom, de Frank Borzage
- 1930 : A Lady Surrenders
- 1931 : Chances
- 1931 : East of Borneo
- 1931 : Compromised
- 1931 : El hombre y el monstruo, de Rouben Mamoulian
- 1932 : Scandal for Sale
- 1933 : The Shadow Laughs
- 1935 : Convention Girl
- 1939 : Tower of London, de Rowland V. Lee
- 1940 : Wolf of New York
- 1940 : Susana y Dios, de George Cukor
- 1940 : A Night at Earl Carroll's
- 1941 : Ziegfeld girl, de Robert Z. Leonard
- 1941 : Singapore Woman
- 1941 : Lady Be Good, de Norman Z. McLeod
- 1941 : I'll Sell My Life
- 1941 : Nothing But the Truth, de Elliott Nugent
- 1941 : No Hands on the Clock
- 1942 : A Gentleman at Heart
- 1942 : Mr. and Mrs. North
- 1942 : Who Is Hope Schuyler?
- 1942 : Gallant Lady, de William Beaudine
- 1942 : Dr. Gillespie's New Assistant
- 1943 : The Adventures of Smilin' Jack
- 1943 : Salute to the Marines
- 1943 : Swing Shift Maisie
- 1943 : The Mad Ghoul
- 1943 : Crime Doctor's Strangest Case
- 1944 : Song of the Open Road
- 1944 : Soul of a Monster
- 1945 : The Brighton Strangler
- 1945 : Conflict, de Curtis Bernhardt
- 1946 : Claudia and David
- 1946 : The Cat Creeps
- 1946 : Canyon Passage, de Jacques Tourneur
- 1947 : Un destino de mujer, de H. C. Potter
- 1947 : The Trouble with Women
- 1947 : Cass Timberlane, de George Sidney
- 1948 : Mickey
- 1949 : Bride of Vengeance, de Mitchell Leisen

### Televisión
- 1968 : Los invasores (1 episodio)
- 1968-1969 : The F.B.I. (2 episodios)
- 1971 : Cannon (1 episodio)
- 1971 : Galería Nocturna (1 episodio)